# Becky!
Becky! Internet Mail是一个电子邮件客户端软件，由日本Rimarts公司开发。
主要的优点有：体积小、占用资源少、速度快、功能强大，且支持Windows 95及以上的新旧系统。
像Mozilla Thunderbird一样，Becky!提供插件支持，用户可以通过安装插件来扩展程序的功能。Hotmail插件是Becky!上流行的插件之一，该插件使Becky!可以像Outlook一样使用Hotmail帐号收发邮件。

## 参看
- 电子邮件客户端列表
- 电子邮件客户端比较